# Курлук, Дмитрий Николаевич
Дмитрий Николаевич Курлук (18 октября 1920 — 26 июля 1944) — Герой Советского Союза (1944), командир 2-го стрелкового батальона 1018-го стрелкового полка 269-й стрелковой дивизии 3-й армии 1-го Белорусского фронта, капитан, участник Великой Отечественной войны.

## Биография
Родился 18 октября 1920 года в городе Глухов, ныне Сумской области Украины в семье рабочего. Украинец.
В 1938 году окончил 9 классов Глуховской средней школы № 2.
В Красной Армии с октября 1939 года.
В 1941 году окончил Ростовское военное пехотное училище, в 1943 году — курсы «Выстрел».
Участник Великой Отечественной войны с 25 августа 1943 года. Воевал на Брянском фронте.
Член ВКП(б) с 1943 года.
25 ноября 1943 года в ходе Гомельско-Речицкой наступательной операции в бою за село Хатовня Рогачёвского района Гомельской области Белорусской ССР исполняющий обязанности командира стрелкового батальона 1018-го стрелкового полка 269-й стрелковой дивизии 3-й армии Белорусского фронта старший лейтенант Курлук силами своего батальона захватил сильно укреплённый вражеский оборонительный пункт и с ходу выбил противника из северо-восточной части деревни Канава, захватив в плен 4-х немецких солдат. В дальнейшем удерживал захваченный плацдарм, отбивая яростные контратаки неприятеля. Находясь непосредственно в боевых порядках батальона под сильным огнём противника, Курлук поднимал бойцов в атаку и с малыми потерями врывался в населённые пункты. Был представлен к ордену Отечественной войны 1-й степени, однако командир дивизии полковник Кубасов понизил степень награды до ордена Отечественной войны 2-й степени, которым Курлук и был награждён приказом по 3-й армии № 153 от 08.12.1943.
4 января 1944 года командир стрелкового батальона 1018-го стрелкового полка 269-й стрелковой дивизии старший лейтенант Курлук, выполняя задание командования, подготовил в своём батальоне группу солдат и сержантов для участия в танковом десанте. Находясь на танке, смело руководил боем, проявив личное мужество и бесстрашие. В результате умелого маневрирования и захода в тыл противника успешно и досрочно была выполнена задача по прорыву вражеской обороны и выходу в район деревни Обидовичи Быховского района Могилёвской области Белоруссии на шоссе Могилев—Гомель и к реке Днепр. В этой боевой операции батальоном Курлука было уничтожено свыше 100 немецких солдат и офицеров.
Приказом по 3-й армии от 13.01.1944, Курлук награждён орденом Красной Звезды.
21 февраля 1944 года при форсировании реки Днепр в районе Еленово Рогачёвского района Гомельской области Белоруссии командир стрелкового батальона 1018-го стрелкового полка 269-й стрелковой дивизии старший лейтенант Курлук вместе со своим батальоном первым форсировал Днепр, ворвался в передовые траншеи неприятеля, выбив из них войска противника и захватив в плен 13 немецких солдат, 4 оружия, 2 тягача, автомашину, большое количество боеприпасов. Продолжая наступление, батальон Курлука захватил вторую линию вражеских траншей и закрепился в них и, приняв на себя главный удар противника, отбил контратаку семи самоходных орудий противника, чем способствовал продвижению остальных подразделений полка. 24 февраля 1944 года командиром 1018-го стрелкового полка подполковником Бичаном был представлен к званию Героя Советского Союза, но командир дивизии генерал-майор Кубасов вновь понизил награду до ордена Красного Знамени, которым Курлук и был награждён приказом по 3-й армии № 219 от 09.03.1944.
В июне 1944 года войска 1-го Белорусского фронта приступили к осуществлению наступательной операции по освобождению Белоруссии. 269-я стрелковая дивизия получила задание прорвать оборону противника на рубеже реки Друть на могилёвском направлении. Здесь гитлеровцы создали глубоко эшелонированную оборону. Город Могилёв был превращен в крупный узел. Оборонительные рубежи проходили по берегам рек Друть, Березина, Свислочь и Неман, по господствующим высотам. Все населённые пункты в полосе наступления были укреплены. Перед началом общего наступления стрелковому батальону 1018-го стрелкового полка 269-й стрелковой дивизии 3-й армии 1-го Белорусского фронта под командованием капитана Курлука было поручено провести разведку боем, выявить огневую систему врага на участке дивизии. Бойцы батальона действовали успешно, и это позволило в первый же день прорвать оборону противника. 24 июня батальон ворвался в укреплённый пункт обороны противника и уничтожил гарнизон гитлеровцев. Вслед за этим были освобождены населённые пункты Маньки и Франулево. Фашисты бросили в контратаку против советских воинов более двух батальонов пехоты и несколько штурмовых орудий. Капитан Курлук, действуя решительно и смело, организовал прочную оборону. Его подразделение успешно отразило натиск превосходящих сил противника и, перейдя в атаку, принудило немцев отступить. Личным примером командир воодушевлял советских воинов на боевые подвиги. 25 июня, с ходу форсировав реку Ола в районе села Дворяниковичи Кировского района Могилёвской области Белоруссии, советские воины разгромили пехотный батальон противника и захватили в плен его командира. С 23 по 30 июня стрелковое подразделение капитана Курлука уничтожило до семисот и взяло в плен свыше трёхсот гитлеровских солдат и офицеров. Было также захвачено 41 орудие, 97 пулемётов, 573 винтовки, 4 рации, 78 автомашин с военным грузом, 150 лошадей. Успешные действия батальона значительно облегчили нашим главным силам прорыв обороны противника. За этот подвиг командир 1018-го стрелкового полка подполковник Бичан представляет Курлука к званию Герой Советского Союза.
26 июля 1944 года воины батальона Курлука участвовали в бою за город Белосток. Под натиском противника им пришлось отойти на исходный рубеж. До батальона пехоты врага с танками контратаковали наших солдат. В трудную минуту боя капитан Курлук действовал умело и мужественно. Противник был остановлен огнём, а вскоре батальон поднялся в атаку. В этом бою был сражён вражеской пулей мужественный комбат Курлук.
Похоронен в деревне Грабувка (польск.Grabówka, Białystok County), ныне район в черте города Белосток, Польша.
Указом Президиума Верховного Совета СССР от 24 марта 1945 года за образцовое выполнение боевых заданий командования на фронте борьбы с немецко-фашистскими захватчиками и проявленные при этом мужество и героизм капитану Курлуку Дмитрию Николаевичу присвоено звание Герой Советского Союза (посмертно).

## Награды и звания
- Медаль «Золотая Звезда» Героя Советского Союза (24.03.1945).
- Орден Ленина (24.03.1945).
- Орден Красного Знамени (09.03.1944, представлялся к званию Героя Советского Союза).
- Орден Отечественной войны 2-й степени (08.12.1943, представлялся к ордену Отечественной войны 1-й степени).
- Орден Красной Звезды (13.01.1944).

## Память
- В городе Глухов его именем названа улица, а на здании средней школы № 2, в которой учился Курлук, установлена мемориальная доска.
- Имя Героя высечено золотыми буквами в зале Славы Центрального музея Великой Отечественной войны в Парке Победы города Москва.